# El Cartel Records
엘 카르텔 레코즈의 주요 가수로는 대디 양키(본명: Ramón Luis Ayala Rodríguez)등이 있다.
라몬 루이스 아얄라 로드리게스는 대디 양키라는 예명으로 활동 중인 푸에르토리코의 가수이다. 라틴 그래미 상에서 푸에르토 리코 레게톤 음악가상을 수상했다. 대디 앙키는 현재까지 Mas Flow 2와 Blin Blin vol.1을 포함해서 70개가 넘는 앨범에 참여했다.